# Canthon callosus
Canthon callosus là một loài bọ cánh cứng trong họ Bọ hung (Scarabaeidae).